# V343 Большой Медведицы
V343 Большой Медведицы (лат. V343 Ursae Majoris) — двойная затменная переменная звезда типа Алголя (EA:) в созвездии Большой Медведицы на расстоянии приблизительно 4718 световых лет (около 1447 парсеков) от Солнца. Видимая звёздная величина звезды — от +14,9m до +14,2m. Орбитальный период — около 0,5606 суток (13,455 часов).